# عمل مثير
العمل المثير (بالإنجليزية: Stunt)‏ هو عمل يقوم على فعل حركات غير عادية وصعبة تتطلب الكثير من المهارات الخاصة، ولأغراض فنية بحته، مثل الألعاب البهلوانية. يعرض العمل المثير في الغالب على التلفزيون والمسرح والسينما. وأعمال الإثارة هي سمة من سمات العديد من أفلام الحركة. قبل التأثيرات الخاصة بالصور المنشأة بالحاسوب، اقتصرت هذه التأثيرات على استخدام النماذج والمنظور الزائف والآثار الأخرى داخل الكاميرا، ما لم يتمكن منشئ المحتوى من العثور على شخص يرغب في الانتقال من سيارة إلى أخرى أو تعليقه من حافة ناطحة سحاب: مؤدي مشاهد خطيرة أو البديل. يُطلق على من يقوم بأعمال الإثارة رجل المثيرات أو البديل، والمصطلح الأخير يُستخدم عادة في المجال السينمائي، حيث يقوم شخص بديل بتأدية المشاهد الخطيرة لبطل الفيلم.

## أمثلة
- سقوط من أحد المباني
- مهارات قتالية غير عادية
- الدخول وسط نار
- والكثير

## معرض صور

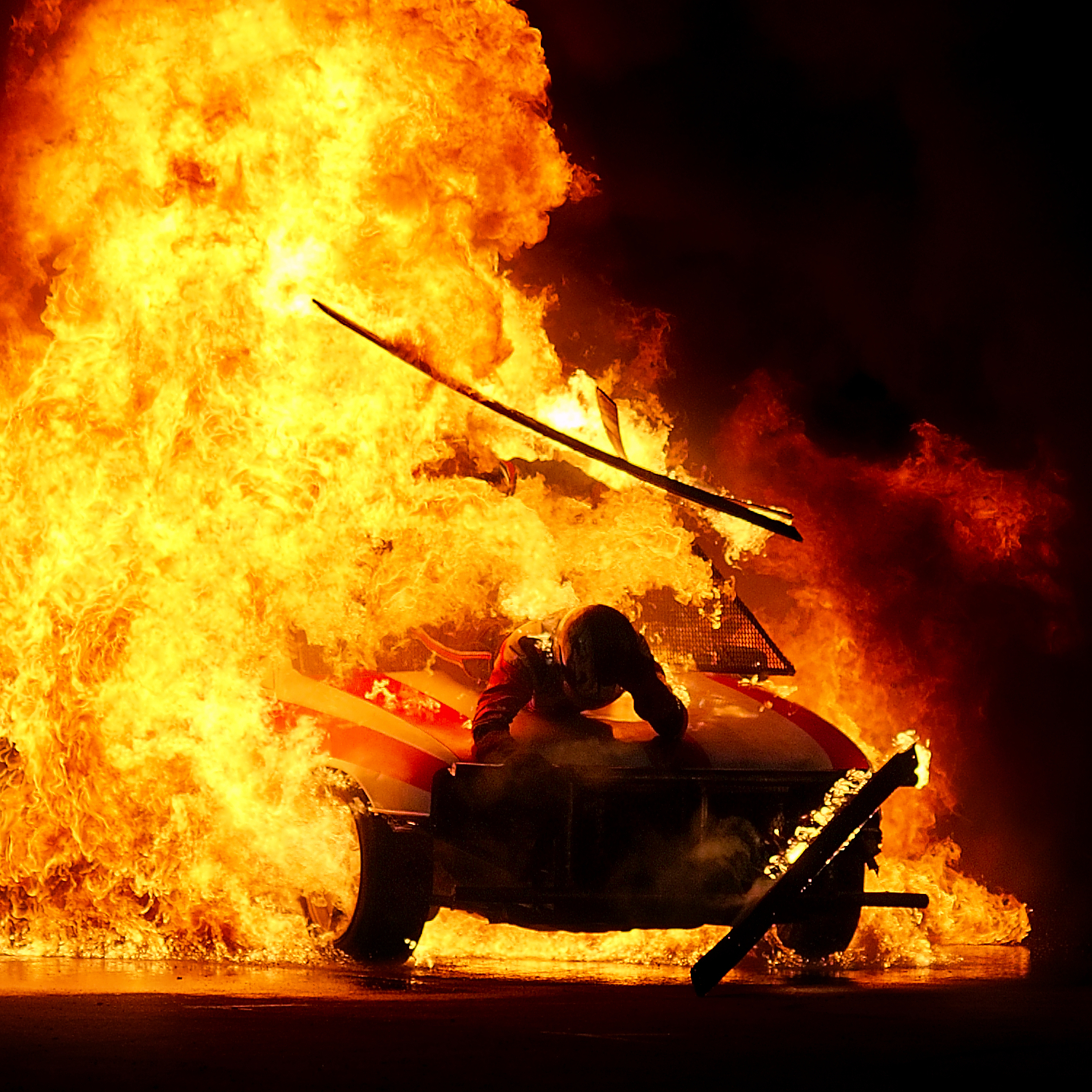
أحد مشاهد الأعمال المثيرة
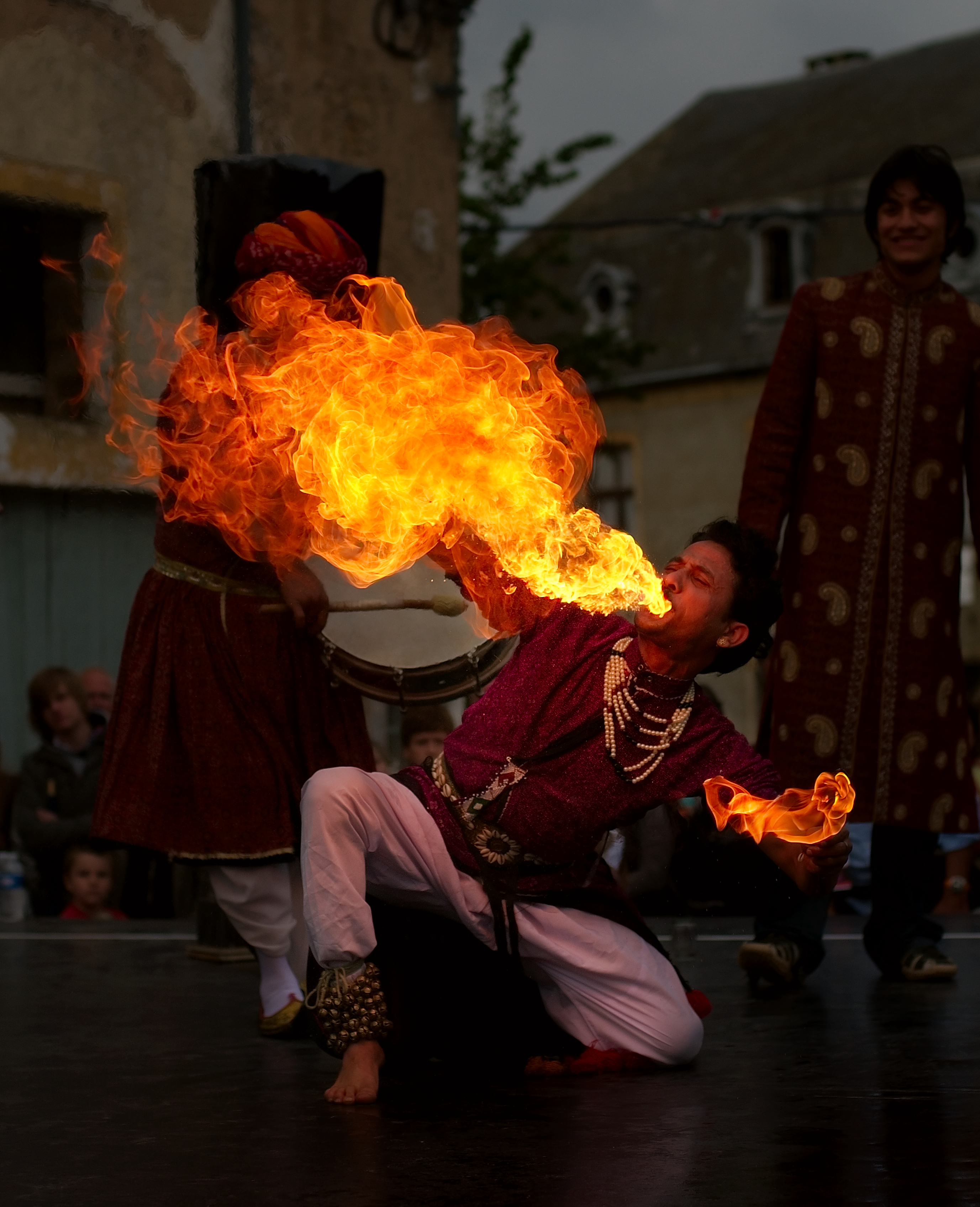
عرض مثير لأحد البهلوانيين
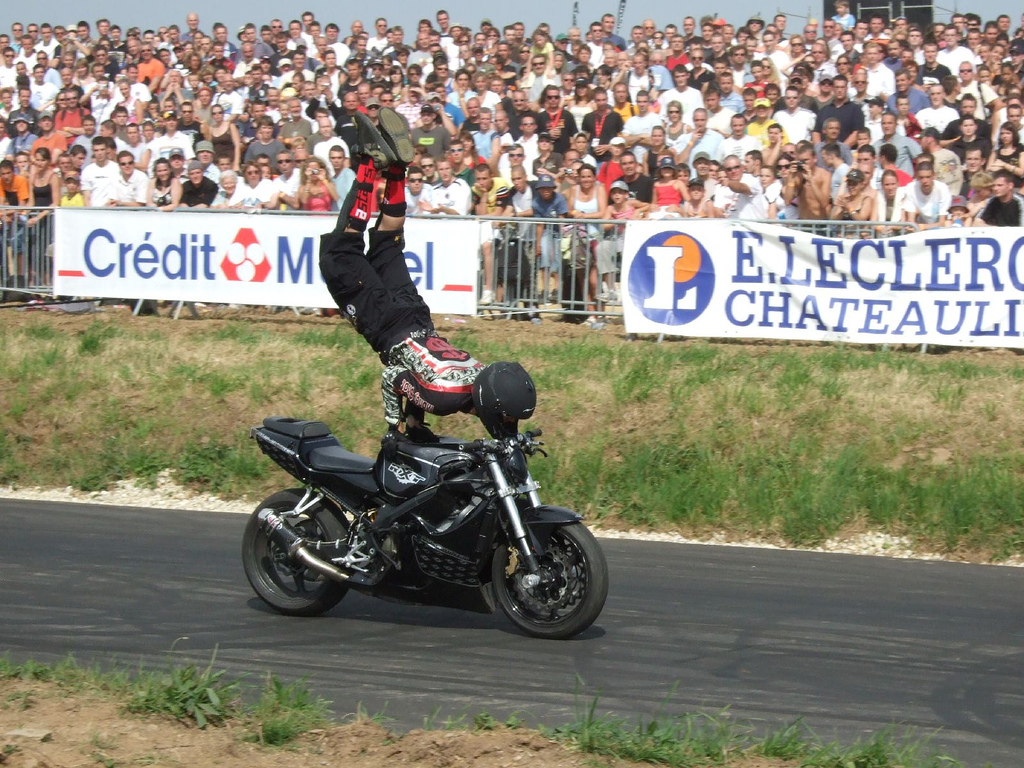
سائق دراجة